# Tren Turístico de la Sabana

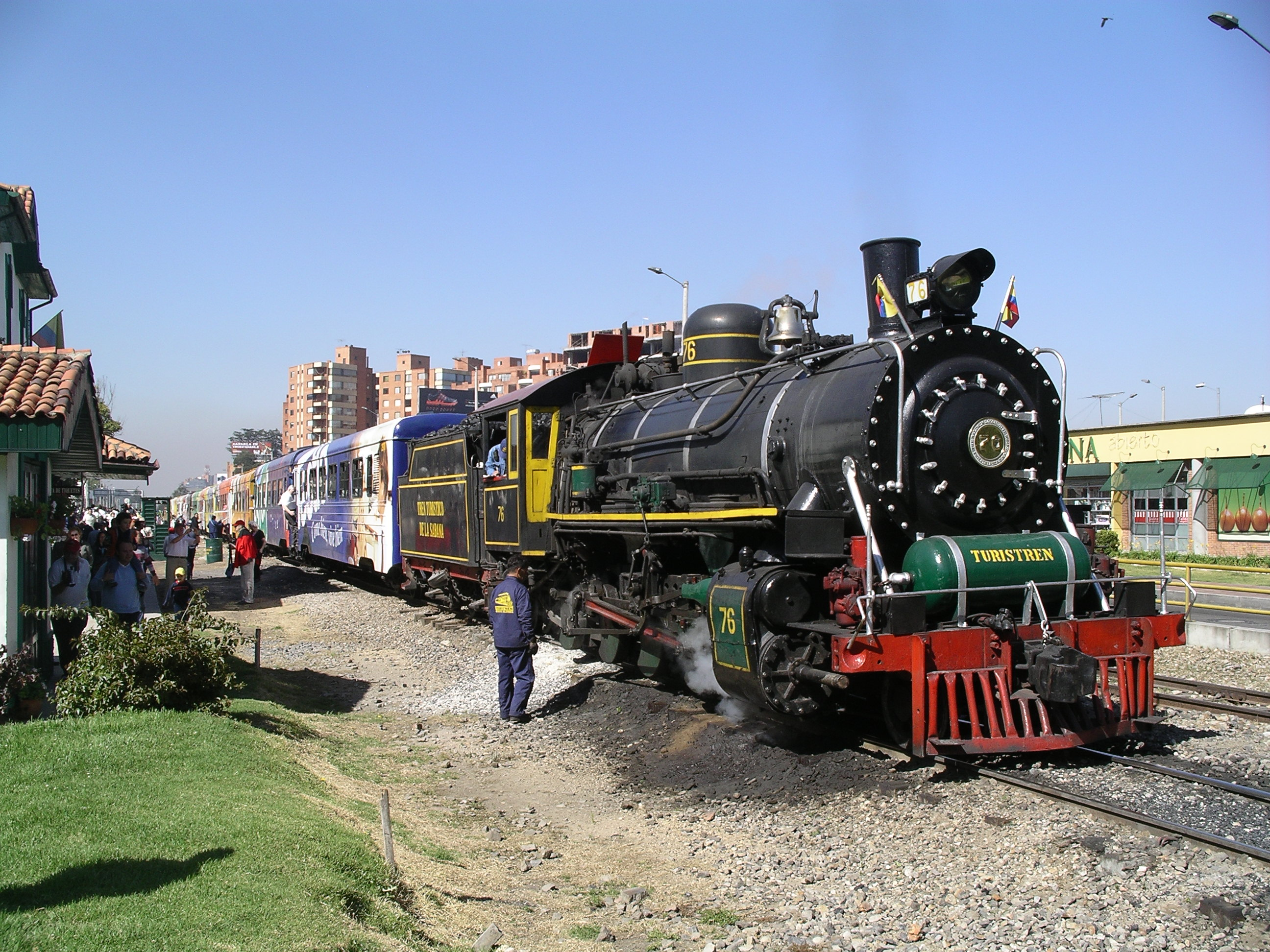
Skład turystyczny z lokomotywą nr 76

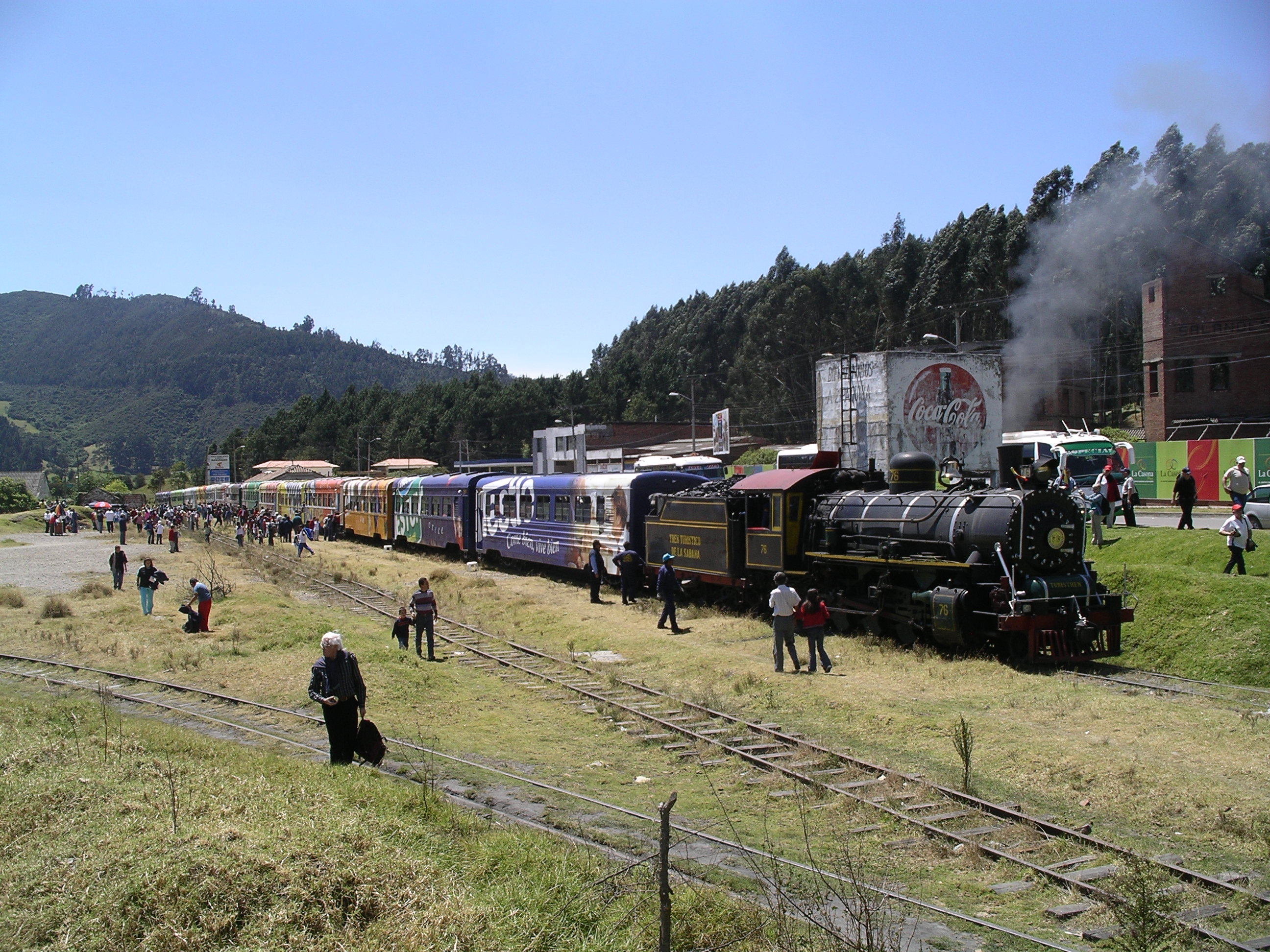
Stacja Zipaquirá

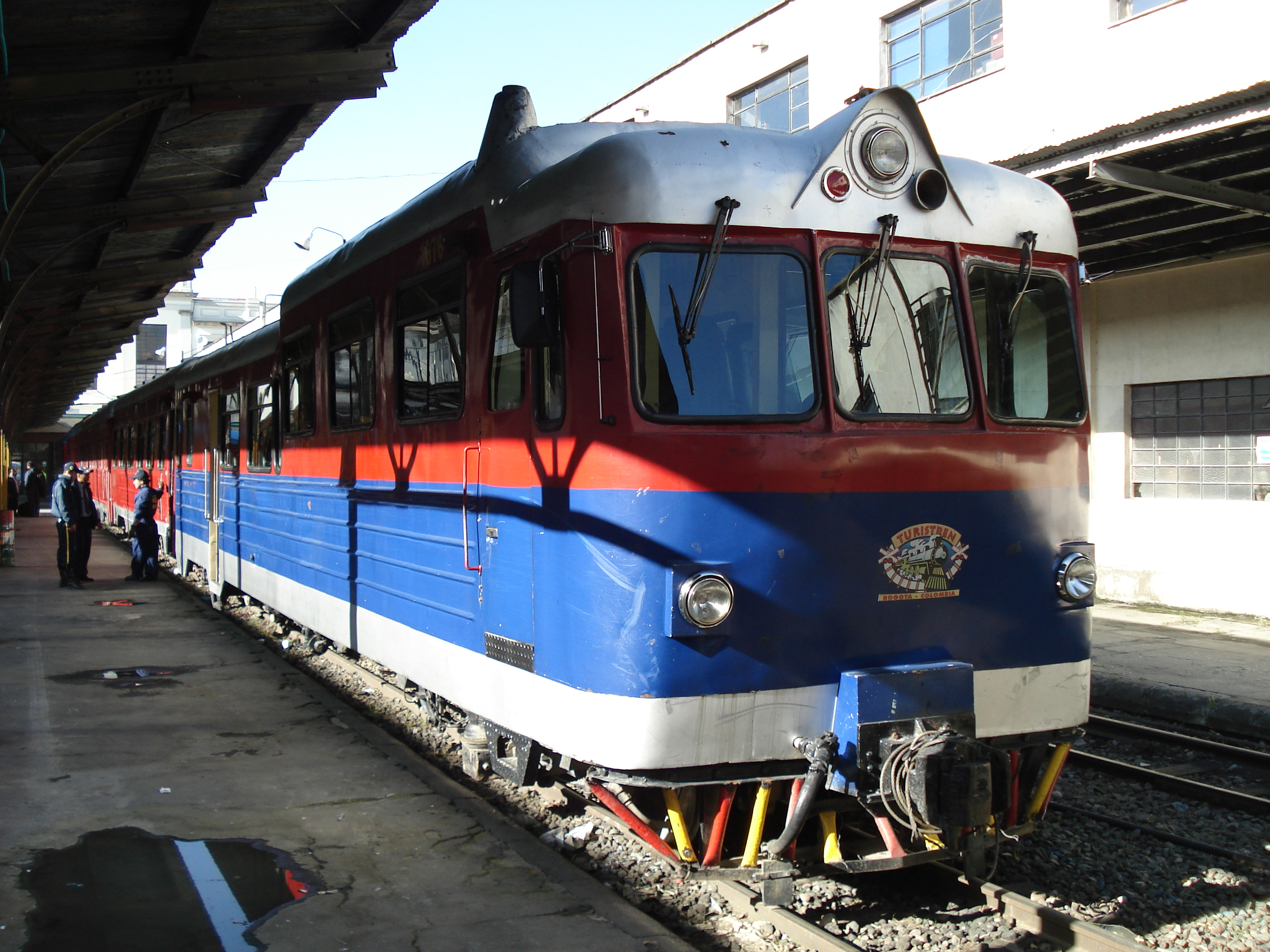
Zespół trakcyjny w Bogocie

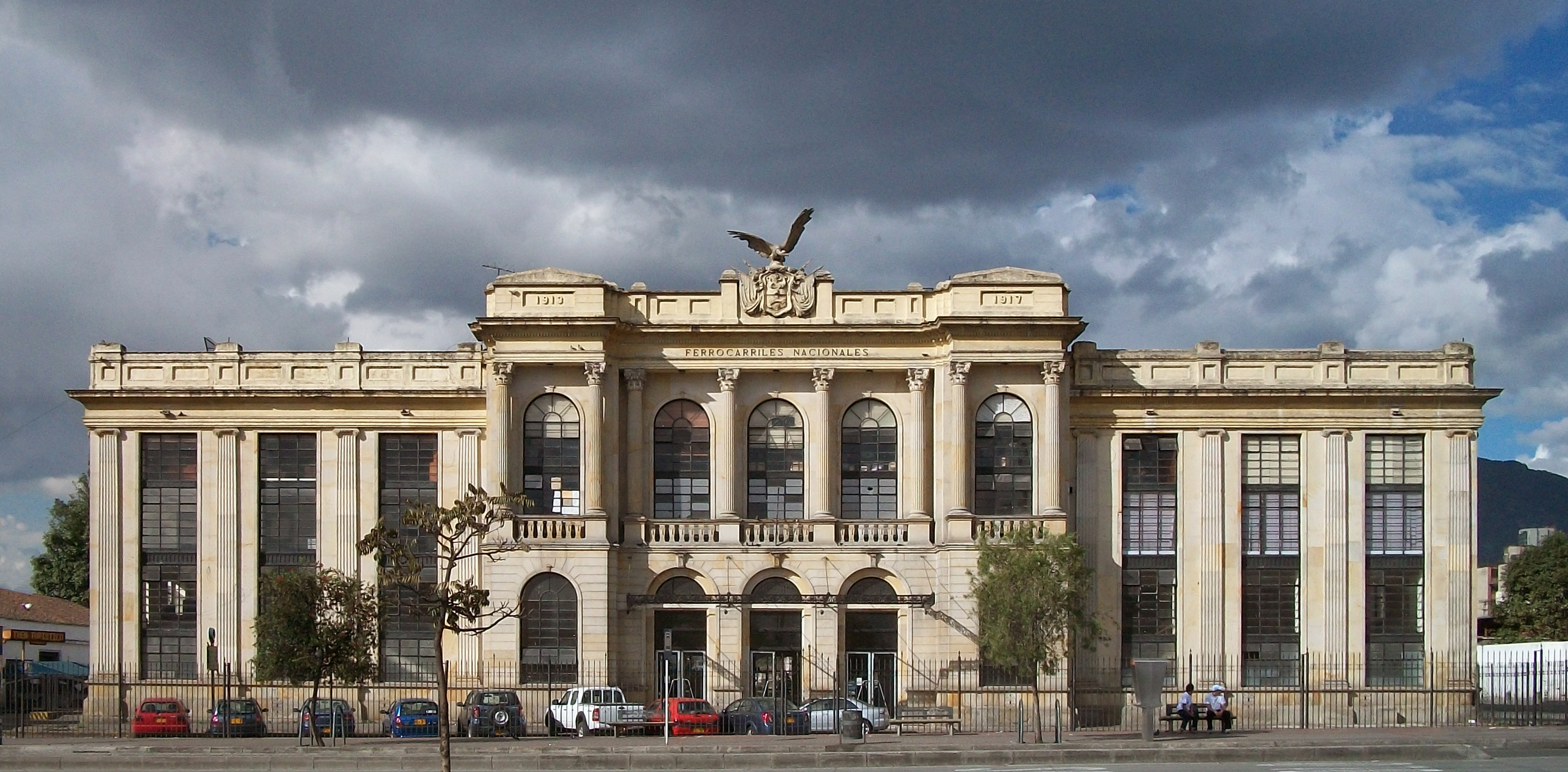
Estación de la Sabana

Tren Turístico de la Sabana – wąskotorowa (rozstaw szyn 914 mm) linia kolejowa w Kolumbii pełniąca funkcję turystyczną.

## Historia i charakterystyka
Przedsiębiorstwo obsługujące ruch powstało z inicjatywy entuzjastów kolejnictwa w 1993 na bazie części trasy oraz w oparciu o majątek zlikwidowanych Kolumbijskich Kolei Państwowych (hiszp. Ferrocarriles Nacionales de Colombia). Pierwszy pociąg wyjechał w trasę 29 maja 1993. Wcześniej wyremontowano porzucony, rozkradziony i zdewastowany majątek narodowego przewoźnika. Linia należy do najpopularniejszych atrakcji turystycznych w Bogocie i okolicy. 
Celem działania organizacji miłośniczej jest przyczynienie się do rozwoju kulturalnego i turystycznego regionu poprzez ratowanie historycznego dziedzictwa kolejowego, rewitalizację historycznego taboru, a także promocja turystyki. 

## Ruch
Pociągi kursują w soboty, niedziele i święta przez cały rok. Łączą stację Sabana w Bogocie ze stacją Zipaquirá położoną w miejscowości o tej samej nazwie, oddalonej o 53 kilometry od Bogoty. Pociąg zatrzymuje się na kilku stacjach pośrednich, gdzie podróżni mogą przesiąść się do autobusów dowożących do poszczególnych atrakcji turystycznych. Składy prowadzone są lokomotywami parowymi lub spalinowymi, a także zespołami trakcyjnymi. Składy wagonowe prowadzą wagon barowy. W pociągu mieści się około 580 pasażerów. Dodatkowo organizowane są występy ludowych zespołów muzycznych. 

## Tabor
W posiadaniu przewoźnika są następujące środki transportu:

### Parowozy
- lokomotywa parowa nr 08, pierwotnie nr 03 kolumbijskiej Kolei Północnej (hiszp. Ferrocarril del Norte). Wyprodukowany przez Baldwina w 1921 w Filadelfii. Typ 2-6-0. Pokonywał dawniej trasę Bogota - Chiquinquirá - Barbosa,
- lokomotywa parowa nr 72, pierwotnie ten sam numer na linii Antioquia. Wyprodukowany przez Baldwina w 1947 w Filadelfii. Typ 2-8-2,
- lokomotywa parowa nr 75, pierwotnie ten sam numer na linii Antioquia. Wyprodukowany przez Baldwina w 1947 w Filadelfii. Typ 2-8-2,
- lokomotywa parowa nr 76, pierwotnie nr 10 na liniach División Central de Cundinamarca Kolumbijskich Kolei Państwowych. Wyprodukowany przez Baldwina w 1947 w Filadelfii. Typ 4-8-0. Kursował w przeszłości na trasie Ambalema - Ibagué,
- lokomotywa parowa nr 85 pierwotnie ten sam numer na kolumbijskiej Kolei Pacyfiku (hiszp. Ferrocarriles del Pacífico). Wyprodukowany przez Baldwina w 1947 w Filadelfii. Typ 2-8-2,

### Lokomotywy spalinowe
- lokomotywa spalinowa nr 711 wyprodukowana przez General Electric i zmontowana w Hiszpanii w 1969 przez przedsiębiorstwo Babcock & Wilcox. Typ U10-B z silnikiem wysokoprężnym Caterpillar typu D398B (1000 KM),
- lokomotywa spalinowa nr 723 wyprodukowana przez General Electric i zmontowana w Hiszpanii w 1969 przez przedsiębiorstwo Babcock & Wilcox. Typ U10-B z silnikiem wysokoprężnym Caterpillar typu D398B (1000 KM),
- lokomotywa spalinowa nr 601 wyprodukowana przez General Electric i zmontowana w Hiszpanii w 1969 przez przedsiębiorstwo Babcock & Wilcox. Typ U10-B z silnikiem wysokoprężnym Caterpillar typu D398B (1000 KM),

### Spalinowe zespoły trakcyjne
- spalinowy zespół trakcyjny nr 1723 wyprodukowany przez ASJ Jonkoping w Szwecji w roku 1958. Został on całkowicie odrestaurowany. Początkowo pracował z silnikiem poziomym, ale po modernizacji zamontowano pionowy silnik wysokoprężny,
- spalinowy zespół trakcyjny nr 1676 wyprodukowany przez ASJ Jonkoping w Szwecji w roku 1958. Został on całkowicie odrestaurowany. Początkowo pracował z silnikiem poziomym, ale po modernizacji zamontowano pionowy silnik wysokoprężny,
- spalinowy zespół trakcyjny nr 1696 wyprodukowany przez ASJ Jonkoping w Szwecji w roku 1958. Został on całkowicie odrestaurowany. Początkowo pracował z silnikiem poziomym, ale po modernizacji zamontowano pionowy silnik wysokoprężny marki Cummins[3].